# Borogani
Borogani es una comuna del distrito de Leova, Moldavia. Se encuentra a 128 kilómetros de Chisináu, la capital nacional.